# Базиликовые
Базили́ковые (лат. Ocimeae) — триба подсемейства Котовниковые (Nepetoideae) семейства Яснотковые (Lamiaceae).

## Описание
Прямостоячие или приподнимающиеся травянистые растения, полукустарники и кустарники с мочковатыми или клубневидно утолщёнными корнями. Стебли округлые или четырёхугольные в сечении, травянистые или деревянистые.
Листья простые, супротивные или в мутовках, сидячие или черешчатые.
Цветки одиночные или в мутовках, образующих тирс, располагающийся на верхушке ветвей или в пазухах листьев. Прицветники часто образуют «хохолок» над тирсом, нижние прицветники листовидные. Чашечка почти правильная до двугубой, верхняя губа —3-лопастная, нижняя — 1—4-лопастная, иногда загибающаяся кверху. Трубка чашечки с выраженными жилками. Венчик двугубый: верхняя губа 2—4-лопастная, нижняя — 1—3-лопастная, трубка прямая или изогнутая, немного длиннее трубки чашечки. Тычинки изогнутые, свободные или сросшиеся, голые или волосистые, наиболее густо — ближе к основанию.
Орешки гладкие, морщинистые, бугорчатые, сетчатые или с железистыми точками.

## Роды
- Aeollanthus Mart. ex Spreng., 1825
- Alvesia Welw., 1868
- Anisochilus Wall. ex Benth., 1830
- Asterohyptis Epling, 1932
- Basilicum Moench, 1802
- Becium Lindl., 1842
- Benguellia G.Taylor, 1932
- Bovonia Chiov., 1923
- Capitanopsis S.Moore, 1916
- Capitanya Gürke, 1895
- Catoferia Benth., 1876
- Coleus Lour., 1790
- Dauphinea Hedge, 1983
- Endostemon N.E.Br., 1910
- Eriope Humb. & Bonpl. ex Benth., 1833
- Fuerstia T.C.E.Fr., 1929
- Hanceola Kudô, 1929
- Haumaniastrum P.A.Duvign. & Plancke, 1959
- Hoslundia Vahl, 1804
- Hypenia (Mart. ex Benth.) Harley, 1988
- Hyptidendron Harley, 1988
- Hyptis Jacq., 1787
- Isodon (Schrad. ex Benth.) Spach, 1840
- Lavandula L., 1753
- Marsypianthes Mart. ex Benth., 1833
- Ocimum L., 1753
- Orthosiphon Benth., 1830
- Peltodon Pohl, 1827
- Platostoma P.Beauv., 1808
- Plectranthus L'Hér., 1788
- Pycnostachys Hook., 1826
- Rhaphiodon Schauer, 1844
- Siphocranion Kudô, 1929
- Symphostemon Hiern, 1900
- Syncolostemon E.Mey. ex Benth., 1838
- Tetradenia Benth., 1830
- Thorncroftia N.E.Br., 1912